# NSU Prinz
El NSU Prinz es un automóvil de segmento A producido en Alemania Occidental por la empresa NSU Motorenwerke AG. Fue producido entre los años 1957 y 1973, y recibió un cambio de modelo en 1961 (el viejo modelo se continuó hasta 1962).

## NSU Prinz I, II y III (1958-1962)

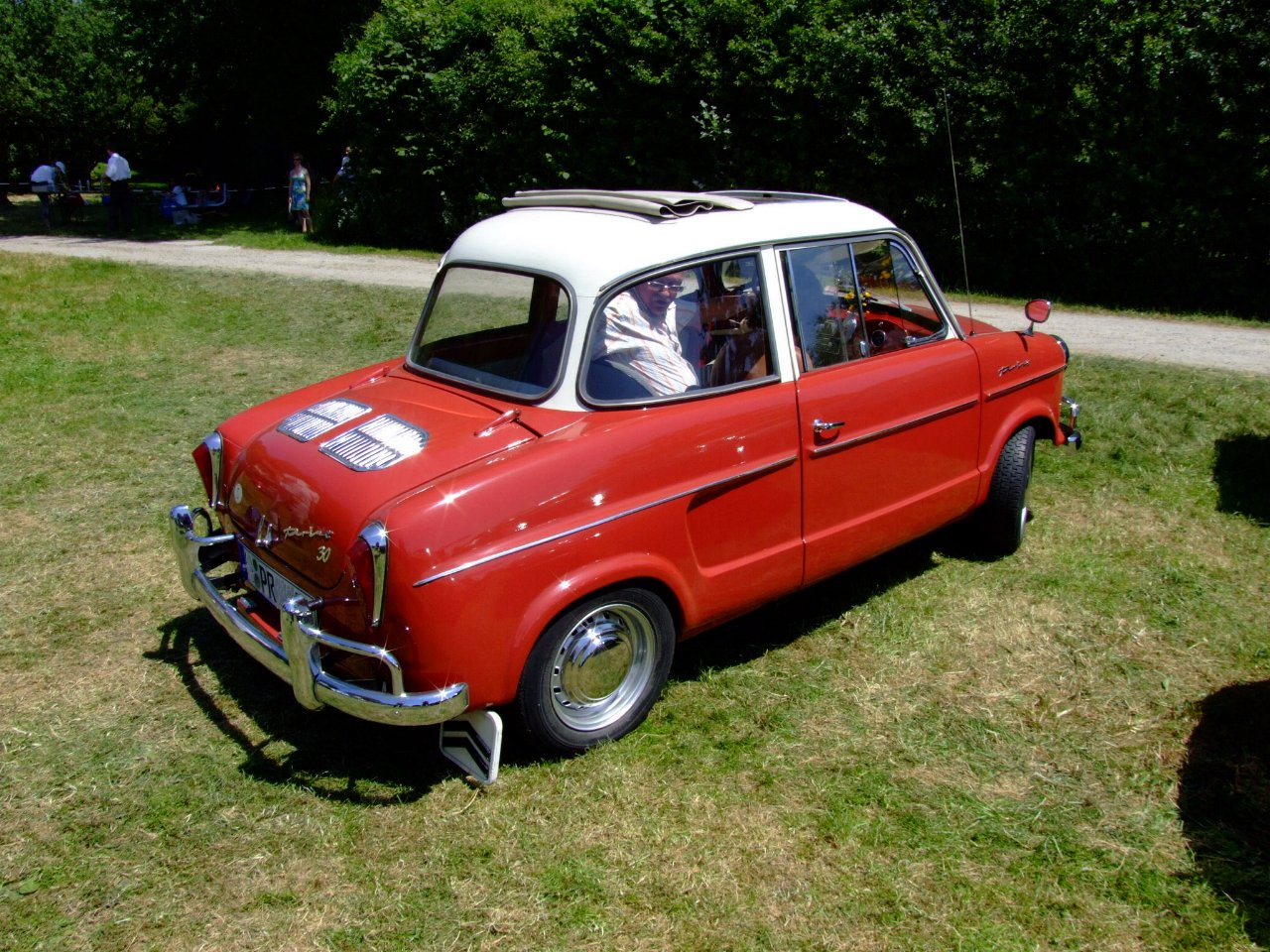
NSU Prinz 30

En el otoño de 1957, tras una interrupción de casi 30 años, NSU, el mayor fabricante mundial de bicicletas y motocicletas, lanzó un nuevo automóvil, el Prinz. El Prinz (príncipe en alemán), no era un modelo de lujo que cautivó con su belleza, sin embargo, en el mercado de autos compactos como los que dominaron las carreteras en el momento, el NSU Prinz parecía audaz y deportivo. La producción en serie comenzó el 11 de marzo de 1958. El Prinz fue construido en 2 versiones: el Prinz I versión «estándar» y el Prinz II versión «de lujo».
En septiembre de 1960, se lanzó el Prinz III, la etapa final de desarrollo del modelo. Externamente difícil de distinguir de su antecesor, el Prinz ahora tenía un motor de 23 CV y uno de 30 CV (y por ende llamado también NSU Prinz 30). 
Además tenía una suspensión modificada y amortiguación de ruidos mejorada. En total, cerca de 100.000 vehículos de esta serie de modelos se vendieron. La producción de la serie terminó el 21 de diciembre de 1962 y fue sustituido por el Prinz 4.

### Características técnicas
La primera generación Prinz estaba disponible en estilo sedán con una capacidad para cuatro personas. Las puertas se abrieron lo suficientemente amplia como para permitir el acceso razonable incluso para los asientos traseros, espacio para las piernas, aunque fue severamente restringida si se intenta dar cabida a cuatro adultos de tamaño completo. Su compartimento de equipaje está ubicado en la parte delantera, compartido con la rueda de repuesto y el tanque de combustible.
| Motor:            | 2 cilindros, 4 tiempos                                                     |
| Desplazamiento:   | 583 cm³                                                                    |
| Potencia:         | 20 CV a 5.500 rpm (I y II) 23 CV a 4.500 rpm (III) 30 CV a 5.000 rpm (III) |
| Velocidad máxima: | 105 km/h (I y II) 110 km/h (III)                                           |

## NSU Prinz 4 (1961–1973)

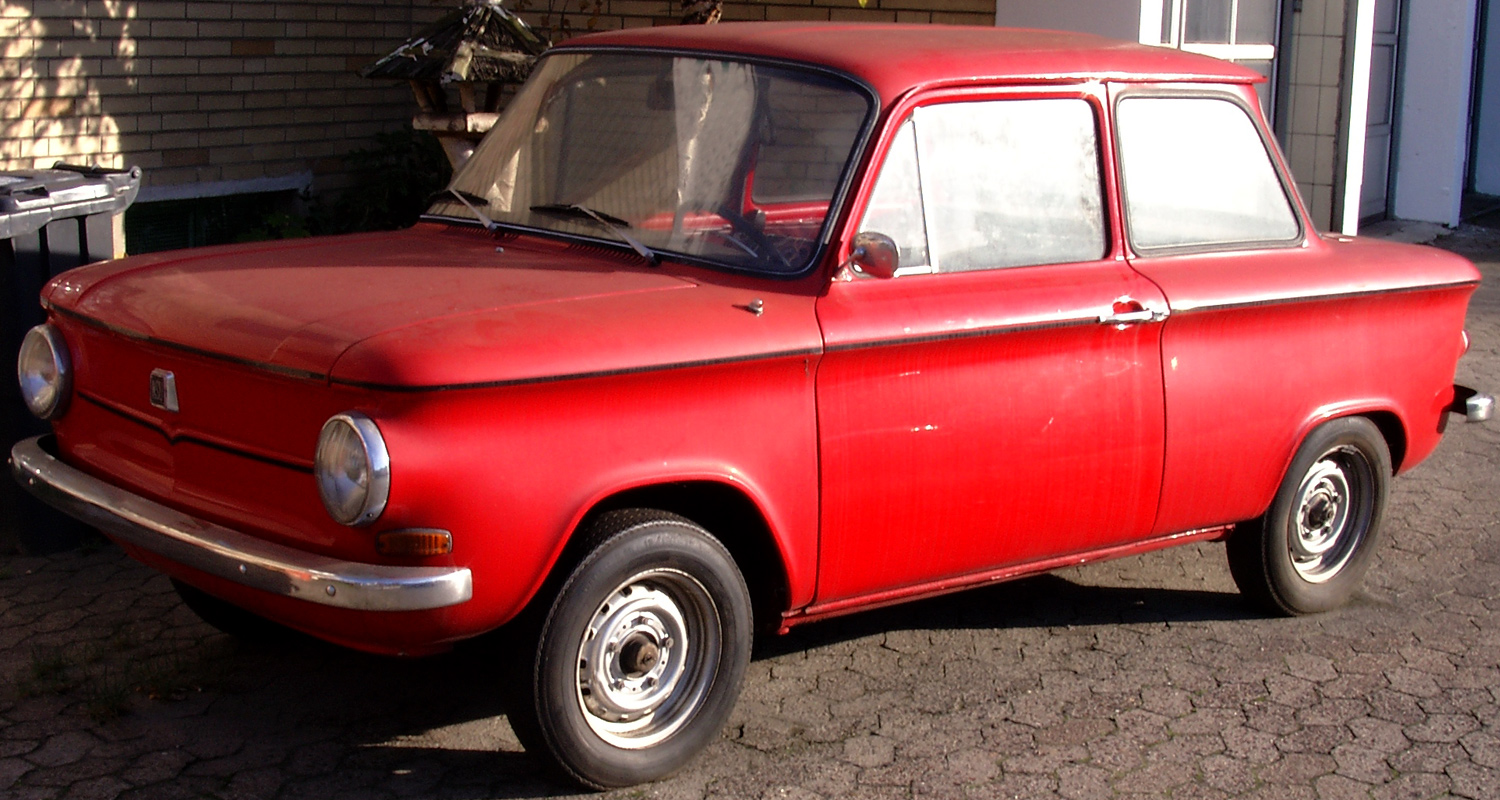
NSU Prinz 4

Una de las revelaciones del Salón del Automóvil de Fráncfort en septiembre de 1961 fue el NSU Prinz 4, el cual sustituye al Prinz III. Su nueva carrocería se parecía mucho a la del Chevrolet Corvair entonces de moda, pero era por supuesto mucho más pequeño. Al igual que el original, el Prínz 4, tenía un motor de dos cilindros, refrigerado por aire en la parte trasera. El 31 de julio de 1973, el último día de la producción del Prinz 4, 625.171 vehículos habían sido construidos.
| Motor:            | 2 cilindros, 4 tiempos |
| Desplazamiento:   | 635 cm³                |
| Potencia:         | 35 CV a 5.000 rpm      |
| Velocidad máxima: | 128,5 km/h             |

## NSU Prinz 1000 (1963–1972)

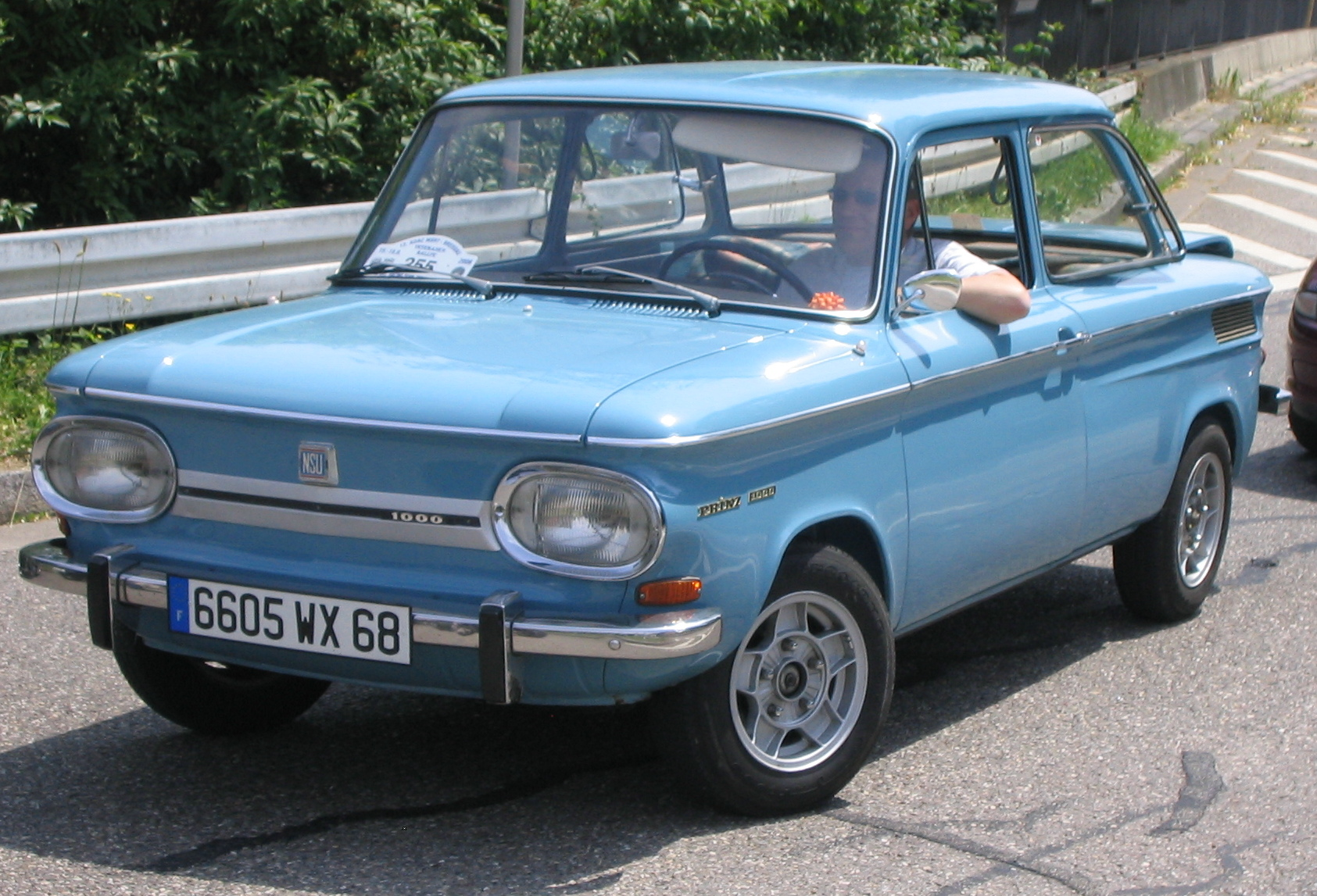
NSU Prinz 1000

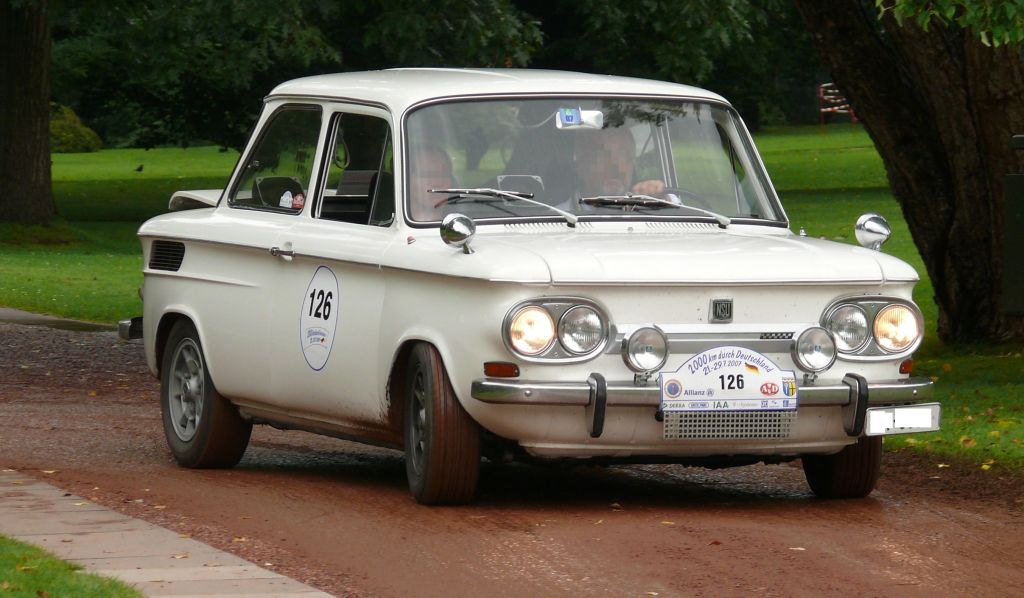
NSU 1200 TT

El NSU Prinz se convirtió un poco más grande con los modelos Prinz 1000, Prinz 1000 TT introducidos en 1963.  En 1967 se suprimió el Prinz del nombre y el NSU TT/TTS fue la denominación común del modelo. Todos tenían la misma carrocería con nuevos motores SOHC de cuatro cilindros en línea refrigerados por aire y fueron frecuentemente conducidos como coches deportivos, y también como vehículos familiares y económicos. Los motores eran muy enérgicos y fiables. En combinación con el bajo peso total, excelente manejo en las curvas, tanto en el Prinz 1000 y los de mayor potencia NSU TTS y el NSU 1200 TT superaron muchos coches deportivos.

### Fin de producción
Cuando NSU fue adquirido por Volkswagen en 1969, se fusionó con Auto Union AG.  Auto Union había sido adquirida previamente por VW en 1964 y produjo autos medianos, resucitando la marca Audi. El nombre de la nueva compañía cambió a «Audi-NSU-Auto Union AG». Las NSU pequeñas con motor trasero se eliminaron en 1973, ya que eran demasiado competitivas contra los Volkswagen Tipo 1 y la capacidad de producción era necesaria para Audis más grandes y rentables. El sucesor del NSU Prinz fue el Audi 50 con tracción delantera, más tarde rebautizado del Volkswagen Polo.
| Motor:            | 4 cilindros, 4 tiempos                                                        |
| Desplazamiento:   | 996 cm³ (Prinz 1000 y TTS) 1177 cm³ (TT)                                      |
| Potencia:         | 43 CV a 5.000 rpm (Prinz 1000) 70 CV a 6.150 rpm (TTS) 65 CV a 5.500 rpm (TT) |
| Velocidad máxima: | 120 km/h (Prinz 1000) 160 km/h (TTS y TT)                                     |

## NSU Sport Prinz (1958–1967)

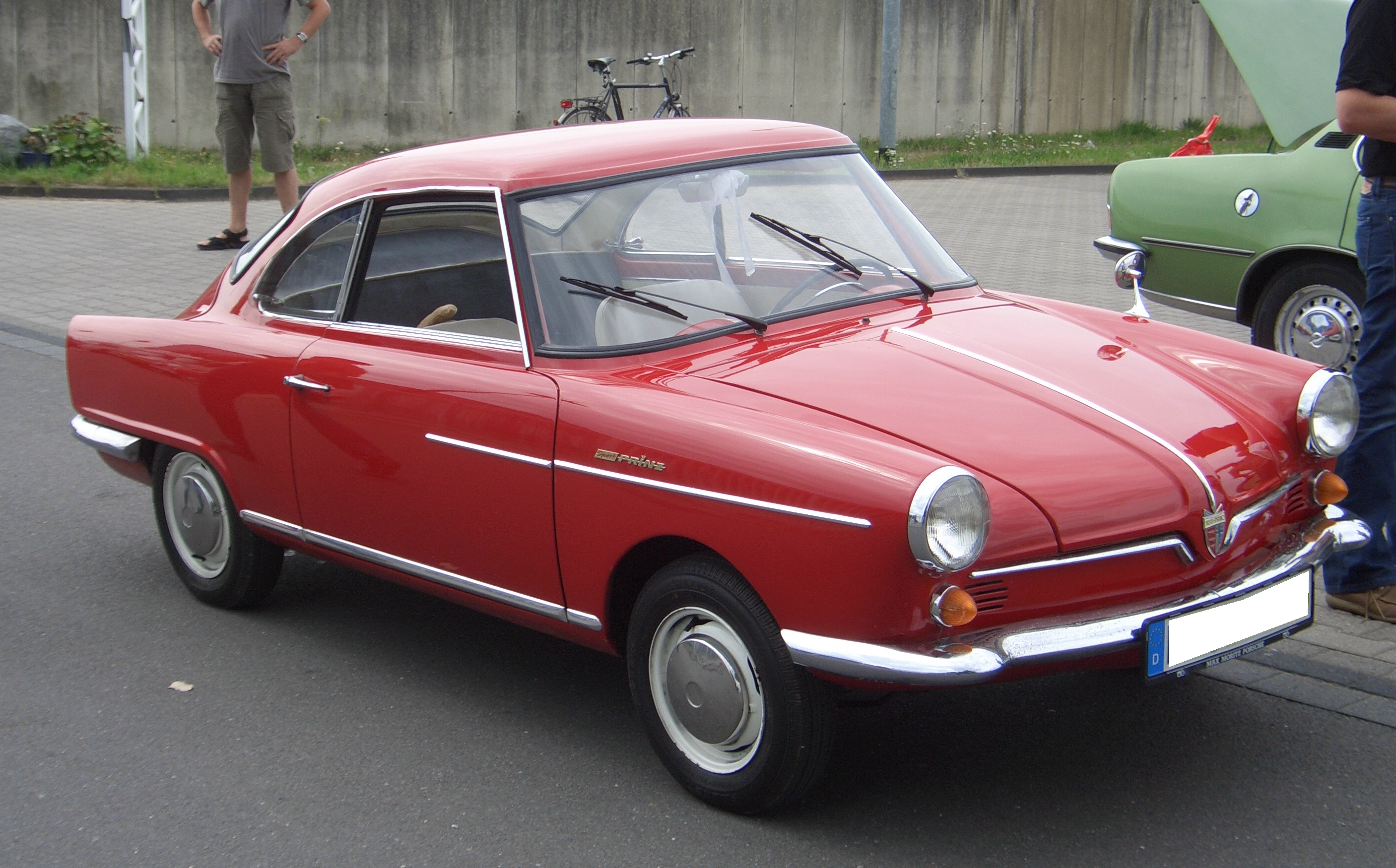
NSU Sportprinz

El Sport Prinz fue diseñado por Franco Scaglione en los estudios del Gruppo Bertone en Turín, Italia. Aproximadamente 20.831 unidades fueron fabricadas entre 1959 y 1967. Los primeros 250 automóviles fueron construidos por Bertone en Turín. El resto fueron construidos en Neckarsulm, Alemania en una compañía llamada Drautz que más tarde sería comprada por NSU.

### NSU/Wankel Spider
En 1963 introduce en el Salón del Automóvil de Fráncfort el NSU/Wankel Spider, el primer coche del mundo con un motor Wankel, este pequeño biplaza incorporaba en su parte trasera un motor monorrotor de pistón rotatorio. NSU había estado trabajando en colaboración con Felix Wankel en un nuevo diseño de motor desde principios de los años 50: en lugar de un pistón alternativo, incorporaba un rotor que comprimía la mezcla de combustible/aire (motor de pistón rotatorio).

## Derivados del Prinz

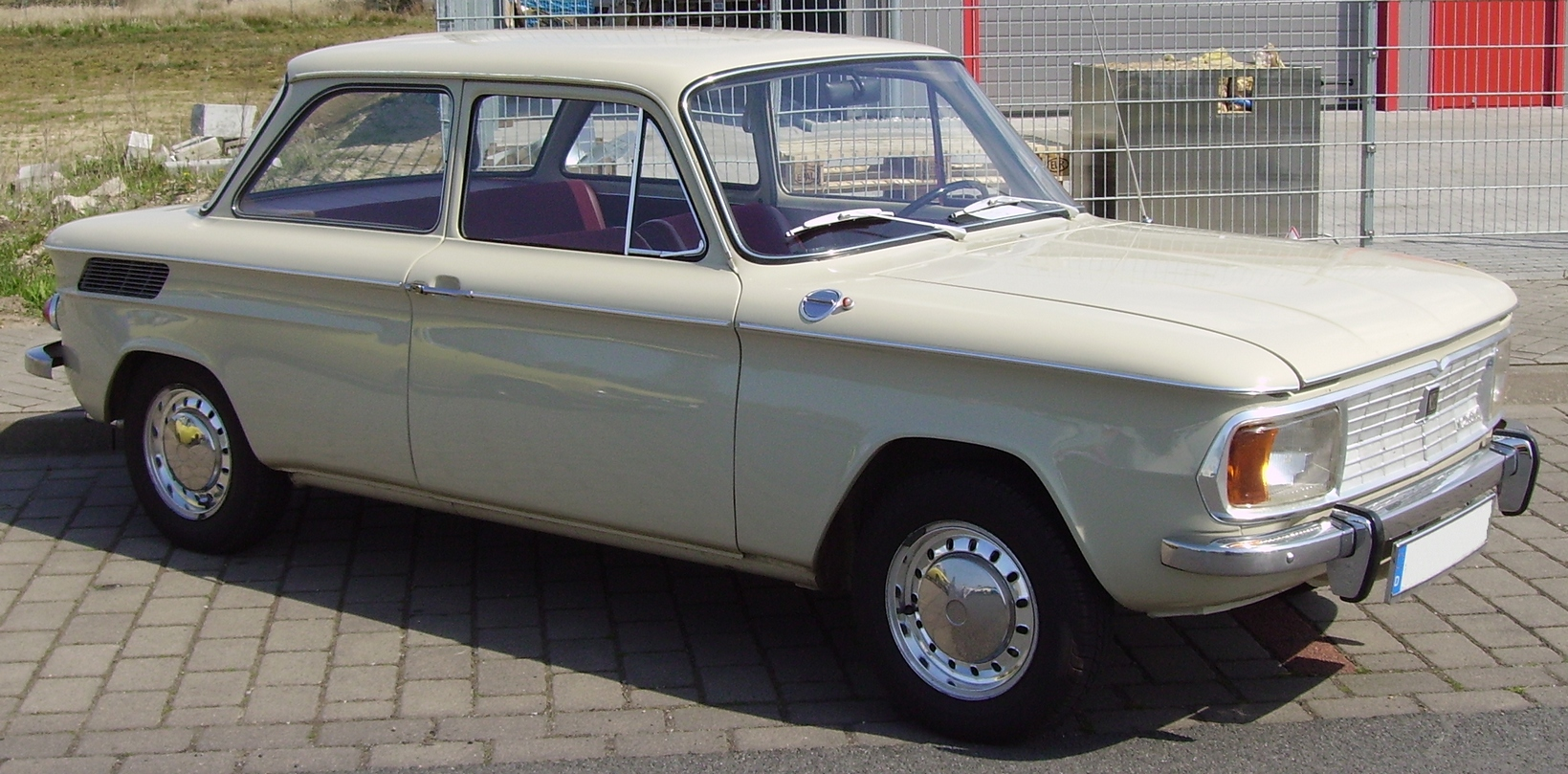
NSU 1200

En 1965, un modelo con una distancia entre ejes y un voladizo delantero más largo que incrementó el espacio disponible tanto en la cabina de pasajeros como se añadió espacio en el maletero delantero, al principio fue llamado Tipo 110, y desde 1967 en adelante como el NSU 1200.  Al Ofrecer más espacio, se lo consideró un mejor coche de familia, pero no fue tan deportivo como los modelos más pequeños. El NSU 1200 TT utiliza el motor de 1200 cc del 1200, pero con la carrocería más pequeña del NSU 1000.
| Motor:            | 4 cilindros, 4 tiempos |
| Desplazamiento:   | 1177 cm³               |
| Potencia:         | 55 CV a 5.500 rpm      |
| Velocidad máxima: | 145 km/h               |